# Каменник (Великопольське воєводство)
Каменник (пол. Kamiennik) — село в Польщі, у гміні Дравсько Чарнковсько-Тшцянецького повіту Великопольського воєводства.
Населення — 269 осіб (2011).

## Демографія
Демографічна структура станом на 31 березня 2011 року:
|          | Загалом | Допрацездатний вік | Працездатний вік | Постпрацездатний вік |
| -------- | ------- | ------------------ | ---------------- | -------------------- |
| Чоловіки | 131     | 29                 | 94               | 8                    |
| Жінки    | 138     | 39                 | 69               | 30                   |
| Разом    | 269     | 68                 | 163              | 38                   |